# Peter Keleghan
Peter Keleghan (n. Montreal, 16 de septiembre de 1959) es actor de televisión canadiense, comúnmente en series cómicas.
Sus roles más conocidos son los de CEO Alan Roy en la serie Hecho en Canadá, el retardado periodista Jim Walcott de la serie The Newsroom y Ranger Gord The Red Green Show. También tuvo un rol en la película Ginger Snaps y fue uno de los dos actores en interpretar a Lloyd Braun en Seinfeld. Hizo la voz de Miedoso en la serie de Ruby Gloom, también apareció en la película Perfect Picture. También actúa en los comerciales de Aviones RBC, también apareció en un episodio de la cuarta temporada de la serie Queer as Folk como un recaudador de fondos llamado Jeffrey Pendergrass.
Ahora protagoniza la serie de CBS 18 to Life, que se estrenó en enero de 2010, también apareció en la película del mismo año, GravyTrain, también es un actor recurrente de Murdoch Mysteries, la cual fue presentada en CityTV por Canadá.
Keleghan obtuvo su lincenciatura de la Universidad de York en Toronto.

## Filmografía

### Años 90'
- The Red Green Show - Ranger Gord.
- Cheers - Kirby.
- Seinfeld - Lloyd Braun.
- Picture Perfect - Agente Sloan.
- The Newsroom - Jim Walcott
- El Lagartijo de Ned - Eric Flemkin (Voz)
- Hecho en Canadá - Alan Roy

### Años 2000
- Ginger Snaps - Señor Wayne
- Eloise at the Plaza - Señor Nye
- Slings & Arrows - Señor Archer
- Ruby Gloom - Miedoso (Voz)
- Murdoch Mysteries - Terrence Meyers
- Willa's Wild Life - Papá (Voz)
- Leslie, My Name is Evil - Walter

### Años 2010
- 18 to Life - Ben Bellow
- GravyTrain - Houston GravyTrain I
- Bruno & Boots - William R. Sturgeon "El Pez"